# Endomorfismenring
In de algebra, een deelgebied van de wiskunde, bestaat de endomorfismenring van een abelse groep uit de endomorfismen van die groep. Deze endomorfismen vormen een ring, onder de elementsgewijze optelling en de functiecompositie als vermenigvuldiging.

## Definitie
Zij {\displaystyle (G,+)} een abelse groep. De endomorfismen op {\displaystyle G} vormen een ring, {\displaystyle \mathrm {End} (G)}, de endomorfismenring van {\displaystyle G}, met als operaties:
{\displaystyle (h+g)(x)=h(x)+g(x)}
{\displaystyle (h*g)(x)=h(g(x))}
voor alle {\displaystyle h,g\in \mathrm {End} (G)} en alle {\displaystyle x\in G}.
Inderdaad is
{\displaystyle (h*g)(x+y)=h(g(x+y))=h(g(x)+g(y))=}
{\displaystyle =h(g(x))+h(g(y))=(h*g)(x)+(h*g)(y)}
Vanwege de commutativiteit van {\displaystyle G} is ook:
{\displaystyle (h+g)(x+y)=h(x+y)+g(x+y)=(h(x)+h(y))+(g(x)+g(y))=}
{\displaystyle =h(x)+g(x)+h(y))+g(y)=(h+g)(x)+(h+g)(y)}

## Eigenschappen
- Het nulelement van de optelling in de endomorfismenring is het nulhomomorfisme: {\displaystyle 0(x)=0} voor alle {\displaystyle x\in G}
- De endomorfismenring {\displaystyle \mathrm {End} (G)} is unitair met het identieke homomorfisme als eenheidselement.